# Palästinensische Befreiungsarmee

Emblem der Palästinensischen Befreiungsarmee

Die Palästinensische Befreiungsarmee (جيش التحرير الفلسطيني dschaisch at-tahrir al-filastini, Palestine Liberation Army, kurz PLA) wurde 1964 als militärischer Arm der PLO (Palästinensische Befreiungsorganisation) gegründet, um gegen Israel zu kämpfen. Sie stand nie unter effektiver Kontrolle der PLO, sondern unterstand den jeweiligen Gastländern.
Die PLA wurde gleich nach der Gründung der PLO 1964 eingerichtet. Es gab zunächst drei Brigaden:
- Ayn Dschalut in Ägypten
- Qadisiyyah zunächst im Irak, aber 1967 nach Jordanien verlegt
- Hattin in Syrien

Die Soldaten der PLA waren palästinensische Flüchtlinge, die dort ihren Wehrdienst ableisteten, den sie ansonsten in den Armeen der Gastländer hätten absolvieren müssen. Formal unterstanden sie dem Kommando der PLO, aber faktisch verzichtete keines der Gastländer auf die Kontrolle dieser Brigaden.
Zu ihren Hochzeiten bestand die PLA aus acht Brigaden mit insgesamt 12.000 uniformierten Soldaten. Sie waren mit Handfeuerwaffen, Mörsern, Raketenwerfern, Transportpanzern und T-34-Panzern ausgerüstet. Die PLA trat aber nie als gesonderte Truppe der PLO auf, sondern wurde in Bataillonsstärke als eine Art Hilfstruppe der jeweiligen Regierungen eingesetzt.
1968 wurden die Popular Liberation Forces innerhalb der PLA eingerichtet, um Kommandoaktionen gegen die israelischen Streitkräfte im Gazastreifen durchzuführen, der im Jahr zuvor von Israel besetzt worden war. Ansonsten enthielt sich die PLA derartiger Untergrundaktivitäten und wurde eher als eine Art Paradetruppe gesehen.
Besonders Syrien machte von seinen PLA-Einheiten Gebrauch, als es sie mit eilig umgemalten Panzern 1970 nach Jordanien schickte, um am Schwarzen September teilzunehmen. Auf internationalen Druck und Interventionsdrohungen Israels und der USA mussten sie aber wieder abgezogen werden.
Ebenso wurde die PLA von Syrien im Libanesischen Bürgerkrieg eingesetzt. Sie diente sogar als Stellvertreter-Truppe für den Kampf gegen die PLO. Freilich erwies sich die PLA als äußerst unzuverlässig bei der Bekämpfung von anderen Palästinensern, und Massendesertionen waren die Folge.
Im Libanonkrieg 1982 wurde die PLA als kämpfende Truppe weitgehend zerschlagen. Ihre Kämpfer gingen mit der PLO nach Tunis, nachdem sie während eines US-gestützten Waffenstillstandes aus Beirut evakuiert worden waren.
Die ägyptische PLA war 1976 ebenfalls im Libanon involviert, nachdem Jassir Arafat sich dem ägyptischen Präsidenten Anwar Sadat annäherte, um die Beziehungen zu verbessern, die durch Sadats Friedensbemühungen mit Israel entstanden waren. Die ägyptischen Einheiten hatten jedoch niemals die Bedeutung der voll eingesetzten syrischen PLA.
Später wurden die Soldaten der PLA der Kern der Nationalgarde der Palästinensischen Autonomiebehörde (PNA) nach dem Osloer Abkommen von 1993, als ihnen erlaubt wurde, palästinensischen Boden zu betreten, um als Sicherheitskräfte der PNA zu fungieren.
Die syrische PLA existiert weiterhin. Sie steht in enger Kooperation mit der syrisch kontrollierten as-Sa'iqa-Fraktion der PLO. Allerdings ist die Bedeutung beider Kräfte zurückgegangen. Noch immer ist vorgesehen, dass die palästinensischen Flüchtlinge in Syrien ihren Wehrdienst in der PLA ableisten. Faktisch ist die syrische PLA in die syrische Armee integriert. Dennoch tritt sie als unabhängige Einheit auf und organisiert manchmal regierungsfreundliche Kundgebungen, auf denen der Einsatz der syrischen Regierung für die palästinensische Sache gefeiert wird.